# Список упразднённых и переименованных регионов Российской Федерации
Список содержит перечень упразднённых и переименованных регионов (с 1993 года — субъектов) Российской Федерации, приведённых в основном законе — Конституции. В список включены изменения с момента распада СССР — 25 декабря 1991 года.
В течение двух лет с распада СССР состав территории Российской Федерации определялся статьёй 71 Конституции РСФСР 1978 года (с 21 апреля 1992 года — Конституции Российской Федерации — России). 25 декабря 1993 года вступила в силу Конституция Российской Федерации, в статье 65 которой содержится перечень субъектов Российской Федерации.

## Упразднённые регионы
| Упразднённый регион                            | Основание                                                       | Дата упразднения | Дальнейшая судьба региона                                |
| ---------------------------------------------- | --------------------------------------------------------------- | ---------------- | -------------------------------------------------------- |
| Чечено-Ингушская Республика                    | Закон РФ от 10.12.1992 N 4071-1                                 | 10 декабря 1992  | разделена на Ингушскую Республику и Чеченскую Республику |
| Пермская область                               | Федеральный конституционный закон от 25 марта 2004 г. N 1-ФКЗ   | 1 декабря 2005   | вошли в новый субъект РФ — Пермский край                 |
| Коми-Пермяцкий автономный округ                | Федеральный конституционный закон от 25 марта 2004 г. N 1-ФКЗ   | 1 декабря 2005   | вошли в новый субъект РФ — Пермский край                 |
| Красноярский край*                             | Федеральный конституционный закон от 14 октября 2005 г. N 6-ФКЗ | 1 января 2007    | вошли в новый субъект РФ — Красноярский край             |
| Таймырский (Долгано-Ненецкий) автономный округ | Федеральный конституционный закон от 14 октября 2005 г. N 6-ФКЗ | 1 января 2007    | вошли в новый субъект РФ — Красноярский край             |
| Эвенкийский автономный округ                   | Федеральный конституционный закон от 14 октября 2005 г. N 6-ФКЗ | 1 января 2007    | вошли в новый субъект РФ — Красноярский край             |
| Камчатская область                             | Федеральный конституционный закон от 12 июля 2006 г. N 2-ФКЗ    | 1 июля 2007      | вошли в новый субъект РФ — Камчатский край               |
| Корякский автономный округ                     | Федеральный конституционный закон от 12 июля 2006 г. N 2-ФКЗ    | 1 июля 2007      | вошли в новый субъект РФ — Камчатский край               |
| Иркутская область*                             | Федеральный конституционный закон от 30 декабря 2006 г. N 6-ФКЗ | 1 января 2008    | вошли в новый субъект РФ — Иркутская область             |
| Усть-Ордынский Бурятский автономный округ      | Федеральный конституционный закон от 30 декабря 2006 г. N 6-ФКЗ | 1 января 2008    | вошли в новый субъект РФ — Иркутская область             |
| Читинская область                              | Федеральный конституционный закон от 21 июля 2007 г. N 5-ФКЗ    | 1 марта 2008     | вошли в новый субъект РФ — Забайкальский край            |
| Агинский Бурятский автономный округ            | Федеральный конституционный закон от 21 июля 2007 г. N 5-ФКЗ    | 1 марта 2008     | вошли в новый субъект РФ — Забайкальский край            |

* — Под таким же названием был образован новый субъект РФ, объединяющий в себе упразднённые регионы.

## Переименованные регионы
| Прежнее наименование                    | Новое наименование                       | Дата переименования |
| --------------------------------------- | ---------------------------------------- | ------------------- |
| Ленинград                               | Санкт-Петербург                          | 6 сентября 1991     |
| ССР Адыгея                              | Республика Адыгея (Адыгея)               | 21 апреля 1992      |
| Башкирская ССР                          | Республика Башкортостан                  | 21 апреля 1992      |
| Бурятская ССР                           | Республика Бурятия                       | 21 апреля 1992      |
| Горно-Алтайская ССР                     | Республика Горный Алтай                  | 21 апреля 1992      |
| Горьковская область                     | Нижегородская область                    | 21 апреля 1992      |
| Дагестанская ССР                        | Республика Дагестан                      | 21 апреля 1992      |
| Кабардино-Балкарская ССР                | Кабардино-Балкарская Республика          | 21 апреля 1992      |
| Калининская область                     | Тверская область                         | 21 апреля 1992      |
| Калмыцкая ССР                           | Республика Калмыкия — Хальмг Тангч       | 21 апреля 1992      |
| Карельская ССР                          | Республика Карелия                       | 21 апреля 1992      |
| Куйбышевская область                    | Самарская область                        | 21 апреля 1992      |
| Татарская ССР                           | Республика Татарстан (Татарстан)         | 21 апреля 1992      |
| Тувинская ССР                           | Республика Тува                          | 21 апреля 1992      |
| Удмуртская ССР                          | Удмуртская Республика                    | 21 апреля 1992      |
| Хакасская ССР                           | Республика Хакасия                       | 21 апреля 1992      |
| Чечено-Ингушская ССР                    | Чечено-Ингушская Республика              | 21 апреля 1992      |
| Чувашская ССР                           | Чувашская Республика — Чăваш республики  | 21 апреля 1992      |
| Якутская Саха ССР                       | Республика Саха (Якутия)                 | 21 апреля 1992      |
| Карачаево-Черкесская ССР                | Карачаево-Черкесская Республика          | 9 декабря 1992      |
| Коми ССР                                | Республика Коми                          | 9 декабря 1992      |
| Марийская ССР                           | Республика Марий Эл                      | 9 декабря 1992      |
| Республика Горный Алтай                 | Республика Алтай                         | 25 декабря 1993     |
| Дагестанская ССР — Республика Дагестан  | Республика Дагестан                      | 25 декабря 1993     |
| Мордовская ССР                          | Республика Мордовия                      | 25 декабря 1993     |
| Северо-Осетинская ССР                   | Республика Северная Осетия               | 25 декабря 1993     |
| Республика Тува                         | Республика Тыва                          | 25 декабря 1993     |
| Ингушская Республика                    | Республика Ингушетия                     | 9 января 1996       |
| Республика Северная Осетия              | Республика Северная Осетия — Алания      | 9 января 1996       |
| Республика Калмыкия — Хальмг Тангч      | Республика Калмыкия                      | 10 февраля 1996     |
| Чувашская Республика — Чӑваш республики | Чувашская Республика — Чувашия           | 9 июня 2001         |
| Ханты-Мансийский автономный округ       | Ханты-Мансийский автономный округ — Югра | 25 июля 2003        |
| Кемеровская область                     | Кемеровская область — Кузбасс            | 27 марта 2019       |